# Zoïle
 (août 2013).
Pour les articles homonymes, voir Zoïle (homonymie).
Zoïle (du latin: Zoilus, du grec ancien : Ζωΐλος), né vers 400 av. J.-C. et mort en 320 av. J.-C., est un grammairien, orateur et critique grec.

## Censeur d'Homère
Zoïle est actuellement un nom qui désigne par antonomase un critique envieux et passionné. Les Anciens eux-mêmes en ont fait cet usage : 

« Quisquis es, ex illo, Zoïle, nomen habes. (Qui que tu sois, par cela, tu portes le nom de Zoïle). »

dit Ovide à chacun des détracteurs de ses propres poésies.
Mais, originairement, c'était le nom personnel d'un grammairien qui avait censuré Homère. Si plusieurs auteurs grecs et latins ont parlé de lui, c'est à un seul et même personnage qu'on doit rapporter les détails très divers qu'ils attachent au nom de Zoïle.
Les allégories homériques lui imputent des calomnies, des sacrilèges, et le traitent de vil esclave universellement abhorré ou méprisé : ce témoignage serait le plus ancien, s'il était réellement d'Héraclide du Pont, auquel ces allégories ont été longtemps attribuées, sans aucune certitude.

Les livres de rhétorique et de critique de Denys d'Halicarnasse fournissent des textes plus authentiques, où Zoïle n'est pas, à beaucoup près, si odieusement dépeint ; là, élève du sophiste Polycrate d'Athènes, il a pour disciple Anaximène de Lampsaque et prenant Lysias pour modèle, il figure parmi les orateurs de second ordre, dont l'éloquence douce et gracieuse est estimée dans Athènes. Denys rend hommage à la modération, à l'impartialité des remarques de Zoïle sur les écrits de Platon ; il fait aussi mention de sa censure des poèmes d'Homère, mais sans la caractériser. Il y a chez Élien un hideux portrait de Zoïle : 

« Né à Amphipolis, il attaqua Homère et Platon. Il avait été le disciple du sophiste Polycrate d'Athènes, auteur d'une harangue calomnieuse contre Socrate. Ce Zoïle, surnommé le chien rhéteur, avait la barbe longue et la tête rasée jusqu'à la peau ; son manteau ne descendait que jusqu'aux genoux. Tout son plaisir était de médire et son unique occupation de chercher des moyens de se faire haïr. Un homme sage lui demandait pourquoi il s'obstinait à dire du mal de tout le monde ; il répondit : Parce que je ne puis en faire. »

Strabon reproche à l'Homéromastix (« fléau d'Homère ») d'avoir transporté le fleuve Alphée dans l'île de Ténédos, et déclare qu'une telle méprise est impardonnable à un homme qui s'arroge le droit de juger l'Odyssée et l'Iliade. Quelques lignes de Plutarque donnent lieu de penser que Démosthène avait suivi les leçons et même recueilli les harangues de Zoïle, qui n'est d'ailleurs inculpé d'aucune manière en ces passages. C'est pareillement comme un rhéteur ou un grammairien recommandable qu'il est cité plusieurs fois par Athénée
Galien parle expressément du censeur d'Homère et ne lui épargne pas les reproches : il le compare à Salmonée, rival insensé de Jupiter, et l'accuse d'avoir poussé l'extravagance jusqu'à frapper à coups de fouet les statues du chantre d'Achille. Peut-être n'est-ce là qu'un langage figuré, qu'une vive peinture des critiques audacieuses qui outrageaient le génie et la mémoire du poète : quelques savants l'ont pensé ainsi, particulièrement Godefroi Olearius, docteur en théologie du XVIIe siècle, dans sa préface aux Heroica de Philostrate.
Le pseudo-Longin n'approuve pas dans Homère la métamorphose des compagnons d'Ulysse en pourceaux, appelés, dit-il, par Zoïle de petits cochons larmoyants, et quoiqu'on dise que l'auteur du Traité du sublime blâme ce trait satirique, nous croirions plutôt qu'il l'adopte.
Comme la plupart des auteurs précédemment cités, Eudocia fait naître Zoïle à Amphipolis ; mais Eustathe de Thessalonique et un autre scoliaste le disent né à Éphèse : du reste, ils le traitent sans ménagement et rapportent des exemples d'observations critiques de Zoïle qu'ils trouvent ridicules; mais ils n'en transcrivent pas un assez grand nombre pour qu'il nous soit facile d'en juger.
Suidas replace le berceau de l'Homéromastix à Amphipolis, ville de Macédoine, autrefois appelée les Neuf-Voies, et raconte que les citoyens d'Olympie, pour le punir de ses blasphèmes littéraires, le précipitèrent des roches Skyroniennes. Un auteur latin, Vitruve, donne sur cette mort tragique des détails un peu plus étendus et qu'on ne s'attendrait point à rencontrer dans un traité d'architecture. La préface de son livre VII nous apprend que Zoïle, qui se faisait nommer le fléau d'Homère, vint de Macédoine à Alexandrie et lut au roi Ptolémée Philadelphe les livres qu'il avait composés contre l’Iliade et l’Odyssée. Le monarque ne répondit rien, indigné qu'il était de voir outrager ainsi le père des poètes, le coryphée des savants, celui dont toutes les nations admiraient les écrits et qui n'était pas là pour se défendre.

Zoïle, après un long séjour en Égypte, de pauvre devint misérable et risqua d'implorer de nouveau la bienfaisance du prince. Cette fois Ptolémée daigna répondre : 

« Quoi, s'écria-t-il, Homère, qui est mort depuis mille ans (pour être exact, il eût fallu dire sept cents ans), Homère a fait vivre durant tout cet espace des milliers de rhapsodes, de copistes, d'interprètes, et un écrivain qui se prétend bien plus habile ne saurait pourvoir aux besoins de personne, pas même aux siens propres ! »

Vitruve ajoute que la mort de Zoïle, condamné comme parricide, est diversement racontée : les uns disent que Ptolémée le fit crucifier, les autres que les Grecs le lapidèrent, quelques-uns qu'il fut brûlé vif à Smyrne. Quel qu'ait été son supplice, il l'avait, selon Vitruve, trop mérité, parce qu'il n'y en a pas de trop cruel pour l'accusateur d'un écrivain qui ne peut plus comparaître devant ses juges et rendre raison de ses sentiments.
Il paraît que Pline l'Ancien et Quintilien ont ignoré ces aventures ; car ils n'en font aucune mention, quoiqu'ils aient, l'un et l'autre, connu les écrits de Zoïle. Pline le qualifie de Macédonien et l'inscrit au nombre des auteurs desquels il emprunte les matériaux de ses livres 12 et 13, qui traitent des arbres et des parfums. Quintilien pense que Zoïle circonscrit un peu trop étroitement les schemata ou figures oratoires, quand il en réduit l'artifice à faire semblant de dire autre chose que ce qu'on a.
Le rhéteur latin avoue cependant que le mot de figure se prend aussi en ce sens, et par conséquent il n'a point, quoi qu'on en ait dit, l'intention de taxer le rhéteur grec d'ignorance ou d'impéritie : seulement il est d'avis de laisser à ce terme une signification plus étendue. Tels sont les principaux renseignements que nous fournit l'Antiquité sur ce trop fameux critique : nous n'y joindrons pas quelques textes moins positifs, où il n'est pas nommé et qui s'appliquent d'une manière plus vague à un ou à plusieurs détracteurs d'Homère ; mais il nous reste à recueillir les titres des ouvrages attribués à Zoïle par les auteurs que nous avons cités, spécialement par Suidas.

## L'ouvrage
C'étaient neuf-livres de remarques hypercritiques sur le prince des poètes, un discours contre Isocrate, un examen de certains dialogues de Platon, une histoire d'Amphipolis en trois livres, une histoire générale depuis la théogonie jusqu'à Philippe, roi de Macédoine, un éloge des habitants de l'île de Ténédos, un traité de grammaire et une rhétorique. Toutes ces productions nous manquent, sauf un mince fragment de la dernière, conservé par Phébammon, et quelques lignes extraites plus ou moins fidèlement par les scoliastes. On doit regretter les documents qu'on y aurait trouvés sans doute sur la vie de l'auteur car nous n'avons rencontré ailleurs que des témoignages incohérents, que des rapports inconciliables. Quelquefois Zoïle est éphésien, plus souvent il est amphipolitain. Il a deux réputations différentes : les uns flétrissent sa mémoire les autres semblent estimer ses travaux et même ses talents ; ils ne disent aucun mal de sa conduite et de son caractère. Mais il s'élève contre tous ces récits des difficultés chronologiques fort sérieuses : on demande comment un contemporain de Platon, un maître d'Anaximène et de Démosthène a pu se présenter à la cour de Ptolémée II Philadelphe, après les jeux publics célébrés à Alexandrie en l'an 15 du règne de ce prince. Pour satisfaire à toutes ces conditions, il a dû naître au plus tard vers l'an 400 avant notre ère et vivre au moins jusqu'en 269. Il serait mort à plus de cent trente ans, et néanmoins aucun des auteurs qui ont fait mention de lui n'aurait daigné remarquer une longévité si peu commune.
Les zélateurs de la gloire d'Homère auraient eu l'atrocité de mettre en croix, de lapider, de précipiter d'une roche ou de livrer aux flammes un centenaire déjà parvenu presque au tiers du second siècle de sa vie ! Et ce sacrifice humain, qui eût été à tant d'égards plus horrible qu'aucun autre, se serait accompli en l'honneur des lettres, chez un peuple civilisé, près de l'école d'Alexandrie, ou bien à Smyrne, ou à Olympie, ou en quelque autre lieu de la Grèce !

## La compréhension du personnage
En vain Gérard Vossius (De hist. gr., 1, 15) s'est efforcé de rapprocher les dates, afin de comprendre en un seul siècle tous les faits relatifs à Zoïle : les textes de Denys d'Halicarnasse, de Vitruve, d'Elien, de Suidas ne se prêtent point à de telles explications. Thomas Parnell, qui a composé en anglais une vie de Zoïle, ne s'est point embarrassé du trop long espace de temps qu'elle pourrait embrasser : il y a rassemblé tous les détails qu'on en raconte et y a joint quelques fictions.
Pour n'épargner à l'Homéromastix aucun des divers supplices que les anciens textes lui font subir, l'auteur anglais suppose qu'il fut d'abord précipité des rochers Scyrroniens, mais sauvé par le peu d'élévation de ces rocs et par les arbustes qui amortirent la violence de la chute, il le transporte ensuite à Alexandrie, où il le fait lapider, puis pendre, mais seulement en effigie. Enfin, il le conduit à Smyrne, pour y périr sur un bûcher. Cette histoire, plus qu'à demi romanesque, est d'ailleurs assez piquante. On la croit dirigée contre les ennemis de Pope, traducteur d'Homère.

## Un personnage double?
Mais les savants qui ont voulu éclaircir ou apprécier les traditions relatives à Zoïle ont dû suivre une méthode plus rigoureuse. Quelques-uns ont distingué deux personnages de ce nom.
Tannegui Lefèvre a le premier conçu cette idée, qui a été développée en 1728 par Hardion, au sein de l'Académie des inscriptions et belles-lettres (Mémoires, t. 8). On la retrouve dans les Deliciœ eruditorum de Jean Lami. Selon ces auteurs, le plus ancien Zoïle naquit à Amphipolis, ville qui devait son nom à sa position équivoque entre la Thrace et la Macédoine, ainsi que le remarque Banville. D'Amphipolis, Zoïle vient habiter Athènes ; il y achève ses études ; il y exerce ensuite les fonctions de rhéteur et d'orateur : il critique avec sévérité, mais sans fiel, Platon et Isocrate ; il censure aussi Homère et termine sa carrière vers l'an 336 av. J.-C. L'autre Zoïle est un Ephésien, qui se transporte à Alexandrie, après l'an 284 ; c'est l'Homeromastix si décrié. Réfuté par Athénodore et repoussé par le roi Ptolémée, il périt sur une croix en Égypte, ou dans les flammes à Smyrne, ou sous des pierres à Olympie. Mais ces étranges variantes et l'impossibilité d'alléguer aucun texte à l'appui de cette distinction des deux Zoïles ont entraîné quelques modernes à regarder comme fabuleux tout ce qui se rapporte au second dans Vitruve, Elien et Suidas.
Telle était l'opinion de Reinesius. et de Godefroi Olearius. Claude Perrault, traducteur de Vitruve, présumait que les lignes qui concernent Zoïle avaient été interpolées, dans la préface du livre 7 de cet écrivain : c'est ce qu'on pourrait dire de mieux pour son honneur ; on n'aurait plus à lui reprocher d'avoir applaudi à un aussi coupable homicide. Malheureusement il n'existe ni preuves ni indices de cette interpolation. Vitruve a cru et répété un conte populaire, dont néanmoins l'origine est peu facile à reconnaître : on ne peut proposer sur un tel point que des conjectures ; voici, à notre avis, les plus plausibles.
L'Amphipolitain Zoïle ayant composé dans Athènes des livres de critique littéraire et jugé sévèrement l'Iliade et l'Odyssée, ses observations, publiées au IVe siècle avant notre ère, auront, dans le cours de l'âge suivant, scandalisé par leur liberté ou leur hardiesse les savants de l'école d'Alexandrie, qui, sous Ptolémée Philadelphe, s'appliquaient à recueillir et à expliquer les poèmes d'Homère, lis n'auront pas manqué de condamner la doctrine de Zoïle, et leurs anathèmes solennels, mal exposés, se seront peu à peu transformés, aux yeux des peuples crédules, en des rigueurs exercées sur la personne même de l'Homéromastix. Ces fabuleux récits, quoique bien mal concertés, puisqu'on ne s'accordait ni sur le lieu ni sur les circonstances du supplice de Zoïle se seront perpétués jusqu'à Vitruve, qui nous les a transmis, en nous laissant le choix entre ces traditions diverses. Il doit nous être permis de n'en accepter aucune et de ne pas rechercher plus avant les faits qu'elles ont voilés. Si elles avaient quelque réalité, les anciens auraient donné l'exemple du plus cruel fanatisme littéraire.

## Avis
Il est vrai que certains modernes, madame Dacier, par exemple, et, s'il faut l'avouer, Despréaux[Qui ?] lui-même, ont semblé approuver une si aveugle fureur ; mais c'était irréflexion sans doute : ils auraient trouvé plus de justice et d'humanité au fond de leurs cœurs. Laharpe n'hésite point à condamner cet exécrable attentat ; il le cite comme un exemple des excès criminels auxquels l'enthousiasme peut entraîner.
Méconnaître le génie d'Homère n'est assurément point un cas pendable : c'est un travers qui s'est plus d'une fois renouvelé dans le cours des âges et qui ne peut devenir dangereux que lorsqu'il excite de la colère, au lieu de l'indulgent mépris dont il est digne. On recommande, on accrédite les fausses théories littéraires quand on les poursuit comme des délits ou des crimes : il faut permettre l'erreur pour être sûr que la vérité ne sera jamais proscrite.
Si Zoïle critiquait Homère à la cour de Ptolémée Philadelphe, il usait d'une liberté pareille à celle qu'on doit avoir aujourd'hui d'admirer le Roman de Rou ou le Roman de la Rose ; de préférer les troubadours, les trouvères, les romantiques germains, bretons ou Scandinaves, à Molière, à Corneille, à Racine et à Despréaux. La saine littérature se dégrade et ne mérite plus le nom de classique dès qu'elle devient intolérante. À la vérité, le nom de Zoïle est depuis longtemps odieux, il demeure couvert d'un opprobre ineffaçable mais, en passant dans le langage commun, il a pris un sens qui n'est plus précisément celui qu'il aurait comme nom historique.
En effet, il est aujourd'hui principalement appliqué à ceux qui font profession de dénigrer leurs propres émules, leurs plus célèbres contemporains : aux vils détracteurs, aux libellistes venimeux qui vivent de calomnies et dont l'unique talent, la seule jouissance, est de nuire. Il ne faudrait pourtant ni les lapider, ni les brûler, ni les pendre : il suffit qu'ils soient infâmes, ce qui arrive tôt ou tard chez les peuples raisonnables et dans les siècles éclairés.
Mais le Zoïle antique n'appartenait pas réellement à cette engeance : il n'a, selon Denys d'Halicarnasse, critiqué les écrivains qui vivaient de son temps, Platon par exemple, qu'avec modération, qu'en ami sincère de la vérité, jamais avec l'accent de la malveillance et de la jalousie.
Boileau (Réflexion 5 sur Longin) convient que ce rhéteur, honorablement pauvre, avait de la science et des mœurs irréprochables ; que 

« malgré l'animosité que ses critiques avaient excitée contre lui, on ne l'a jamais accusé d'autre crime que de ces critiques mêmes et d'un peu de misanthropie. »

À s'en tenir aux traditions recueillies par Vitruve, par Suidas, par les scoliastes d'Homère, Zoïle a été proscrit pour avoir outragé la gloire de ce grand poète, mort cinq cents ans avant lui, et dont il ne pouvait être un envieux rival, puisque lui-même ne composait pas de vers. Son crime, si c'en était un, n'aurait donc presque rien de commun avec les attentats des diffamateurs que nous appelons des Zoïles.
L'envie proprement dite attaque les renommées nouvelles ; il lui arrive fort souvent d'exalter les anciennes :

« Triste amante des morts, elle hait les vivants »

 et quoiqu'il puisse se mêler encore quelque intérêt personnel à la critique des chefs-d'œuvre d'un âge déjà lointain, la manie du paradoxe y entre beaucoup plus que la jalousie et l'égoïsme. Nous serions trop heureux de n'avoir plus d'autres Zoïles que ceux qui, à l'exemple de l'Ara phipolitain, n'exerceraient leur virulence que sur des réputations consacrées par les hommages de plusieurs siècles. Il suit de ces observations qu'il n'y a guère plus de justesse dans l'application vulgaire du nom de Zoïle que de précision et d'exactitude dans les notions historiques relatives à l'ancien personnage qui l'a porté.

## D'autres Zoïles
II est fait mention de plus de vingt autres Zoïles dans les livres et les monuments, soit de l'antiquité, soit du Moyen Âge. Diogène Laërce en cite un, natif de Perga, dont les écrits contenaient quelques renseignements sur Diogène de Sinope et Clément d'Alexandrie ; un autre, fils de l'épicurienne Thémisto[Qui ?], à Lampsaque. Plutarque, dans la Vie de Démétrios Poliorcète, parle d'un armurier nommé Zoïle, qui avait fabriqué deux cuirasses de fer du poids de quarante mines chacune et sur lesquelles des traits lancés à cent vingt pas ne laissaient que de légères ratures, pareilles à celles qu'aurait faites un petit burin. Le même auteur, à la trente-huitième de ses questions grecques, dit que, de son temps, Zoïle, prêtre de Bacchus chez les Orchoméniens, tua une femme de la race maudite des Aeolies, mais qu'il n'en résulta rien de bon pour le peuple d'Orchomène, ni pour le prêtre lui-même, qui tomba malade et mourut d'un ulcère : on ôta le sacerdoce à la famille de ce Zoïle.
L'historien Josèphe raconte les manœuvres d'un Zoïle qui, à la fin du IIe siècle av. J.-C., s'étant rendu maître de Dora et de la Tour de Straton, s'efforçait d'affermir et de défendre le pouvoir qu'il avait usurpé. Cicéron écrit au proquesteur Apulée :

« L. Nostius Zoïlus est mon cohéritier ; il a mérité d'être ainsi récompensé par son patron. Je vous le recommande à ce double titre, traitez-le comme appartenant à ma famille. »

Un Zoïle bien moins estimable figure en douze épigrammes de Martial : il y est accusé des vices les plus infâmes, parmi lesquels l'envie n'est signalée qu'une seule fois. Il y a lieu de penser que c'est un contemporain, un ennemi de Martial, et qu'ici le nom de Zoïle n'est nullement emprunté à celui de l'Homéromastix.

Cependant on a souvent cité le vers : 

« Pendentem volo Zoïlium videre »

 comme une allusion au supplice du Zoïle d'Amphipolis ou d'Ephèse, Martial dit seulement : 

« Je souhaite de devenir riche, afin que (l'envieux) Zoïle se pende (de dépit) »

 ; ce qui ne paraît avoir aucune sorte de rapport avec l'histoire, vraie ou fausse, du détracteur d'Homère. Deux médecins du nom de Zoïle sont indiqués par Galien (De antid., ii, 13 ; De medicam., iv, 7).
Il serait superflu de joindre à cette liste plusieurs personnages peu connus qui sont aussi appelés Zoïle et désignés comme préfets du prétoire, comme évêques, comme martyrs, etc., par des auteurs ecclésiastiques ou dans les martyrologes, ou dans les inscriptions qu'ont publiées Reinesius, Gruter, Spon et Montfaucon.